# Stema municipiului Drobeta-Turnu Severin

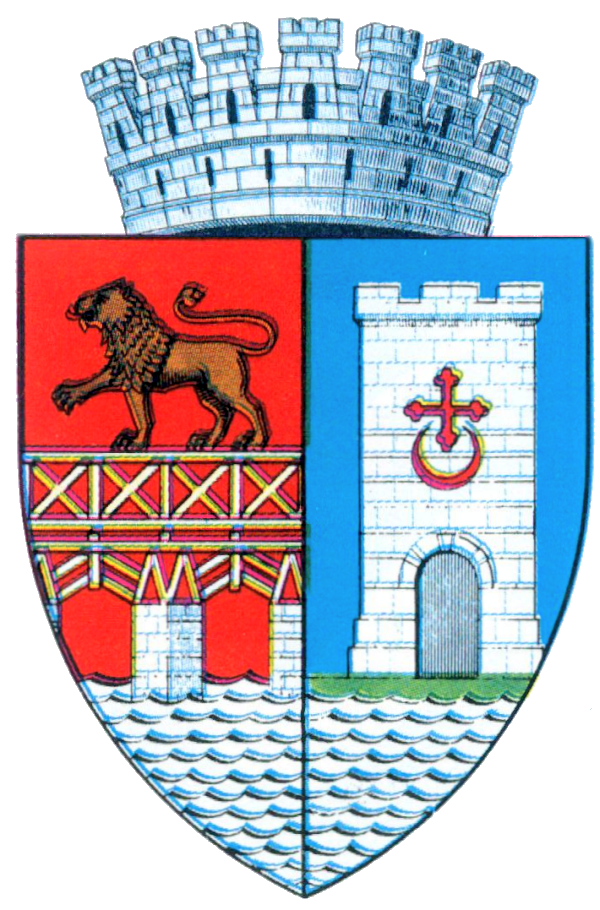
Stema municipiului Drobeta-Turnu Severin

Stema municipiului Drobeta-Turnu Severin se compune dintr-un scut triunghiular cu marginile rotunjite, despicat. În dreapta, în câmp roșu, se află un pod de argint susținut de piloni, deasupra unei ape undate, totul de argint; pe pod trece spre dreapta un leu de aur înarmat și limbat. În stânga, în câmp albastru, se află un turn pătrat, crenelat, de argint, încărcat cu o cruce aflată deasupra unei semiluni, ambele de culoare roșie. Turnul este așezat pe o terasă verde, ieșind din apa undată de argint. Scutul este timbrat de o coroană murală de argint cu 7 turnuri crenelate.
Semnificațiile elementelor însumate:
- Podul semnifică podul lui Apolodor din Damasc.
- Leul amintește, pe de o parte, de vechiul însemn al legiunilor romane, iar pe de altă parte, de faptul că Severinul a aparținut odinioară de Bănia Olteniei.
- Turnul evocă cetatea medievală a Severinului, iar crucea plasată deasupra semilunii amintește de luptele purtate împotriva Imperiului Otoman.
- Coroana murală cu 7 turnuri crenelate semnifică faptul că localitatea are rangul de municipiu-reședință de județ.

## Variante vechi ale stemei

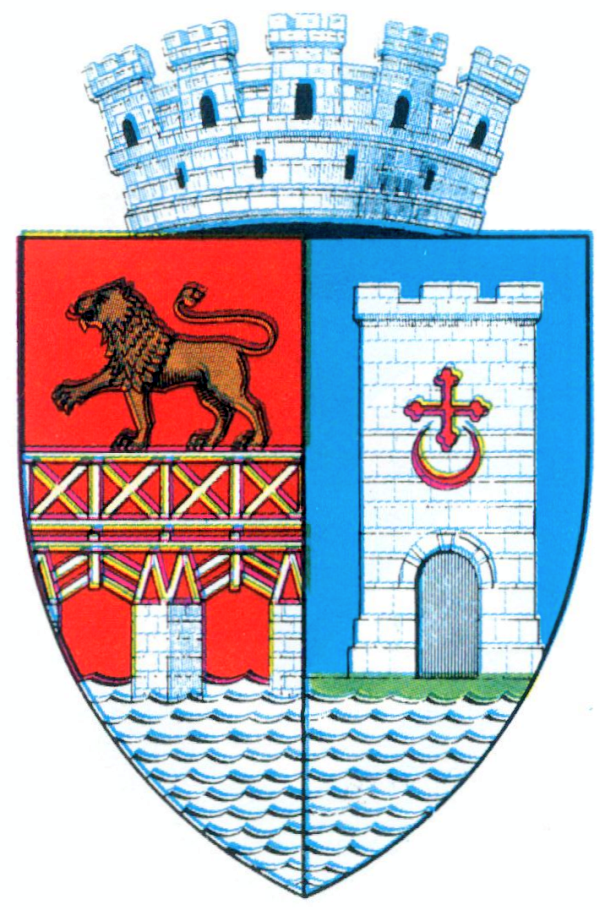
în perioada interbelică
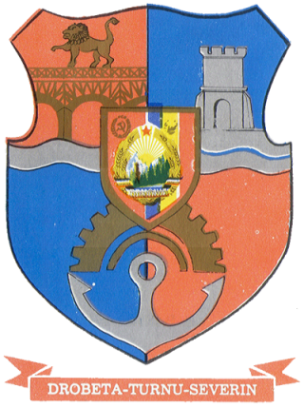
în perioada comunistă